# سلفادور سانشيز (لاعب كرة قدم)
سلفادور سانشيز (بالإسبانية: Salvador Sánchez)‏ (31 يوليو 1995 في الأرجنتين - ) هو لاعب كرة قدم أرجنتيني في مركز الدفاع.

## وصلات خارجية
- سلفادور سانشيز على موقع قاعدة بيانات كرة القدم.إي يو (الإنجليزية)
- سلفادور سانشيز على موقع Soccerway.com (الإنجليزية)